# Return to Paradise (Styx)
Return to Paradise is het tweede officiële livealbum van Styx uit Chicago. Er zou sprake zijn van een reünie, maar dat is slechts ten dele juist. Tommy Shaw was dan wel terug op het nest, John Panozzo kon niet meespelen. Hij overleed op 16 juli 1996. Het album werd opgenomen op de avond van de equinox van 1996 in het Rosemont Horizon, te Rosemont (Illinois). Wellicht een verwijzing van de titel van hun eerste Styx-album Equinox in hun succesvolste samenstelling. Het album haalde de 139e plaats in de Billboard Album Top 200. Nederland liet het album links liggen.  
De opnametijd was beperkt, diezelfde avond trad ook Kansas op. 

## Musici
Styx werd op het album consequent afgebeeld als viermansband:
- Dennis DeYoung – toetsinstrumenten, zang
- Tommy Shaw – gitaar, zang
- James Young – gitaar, zang
- Chuck Panozzo – basgitaar, zang

Met
- Todd Sucherman – slagwerk, percussie, zang

## Muziek
| Nr. | Titel                                                  | Duur |
| --- | ------------------------------------------------------ | ---- |
| 1.  | On my way (Shaw)                                       | 5:02 |
| 2.  | Paradise (DeYoung)                                     | 4:29 |
| 3.  | A.D. 1928/Rockin' the Paradise (DeYoung, Shaw, Young)) | 5:23 |
| 4.  | Blue collar man (Shaw)                                 | 4:34 |
| 5.  | Lady (DeYoung)                                         | 3:28 |
| 6.  | Too much time on my hands (Shaw)                       | 5:43 |
| 7.  | Snowblind (DeYoung, Young)                             | 5:26 |
| 8.  | Suite madame blue (DeYoung)                            | 8:31 |
| 9.  | Crystal ball (Shaw)                                    | 5:56 |
| 10. | The grand illusion (DeYoung)                           | 6:50 |
| 11. | Fooling yourself (The angry young man) (Shaw)          | 5:54 |
| 12. | Show me the way (DeYoung)                              | 5:11 |
| 13. | Boat on the River (Shaw)                               | 3:16 |
| 14. | Lorelei (DeYoung, Young)                               | 4:03 |
| 15. | Babe (DeYoung)                                         | 4:50 |
| 16. | Miss America (Young)                                   | 6:15 |
| 17. | Come sail away (DeYoung)                               | 8:33 |
| 18. | Renegade (Shaw)                                        | 6:01 |
| 19. | The best of times/A.D. 1958 (DeYoung)                  | 7:42 |
| 20. | Dear John (Shaw)                                       | 3:03 |

De tracks On my way, Paradise en Dear John zijn studio-opnamen. Dear John is een hommage aan John Panozzo.